# Tiêu (nhạc cụ)

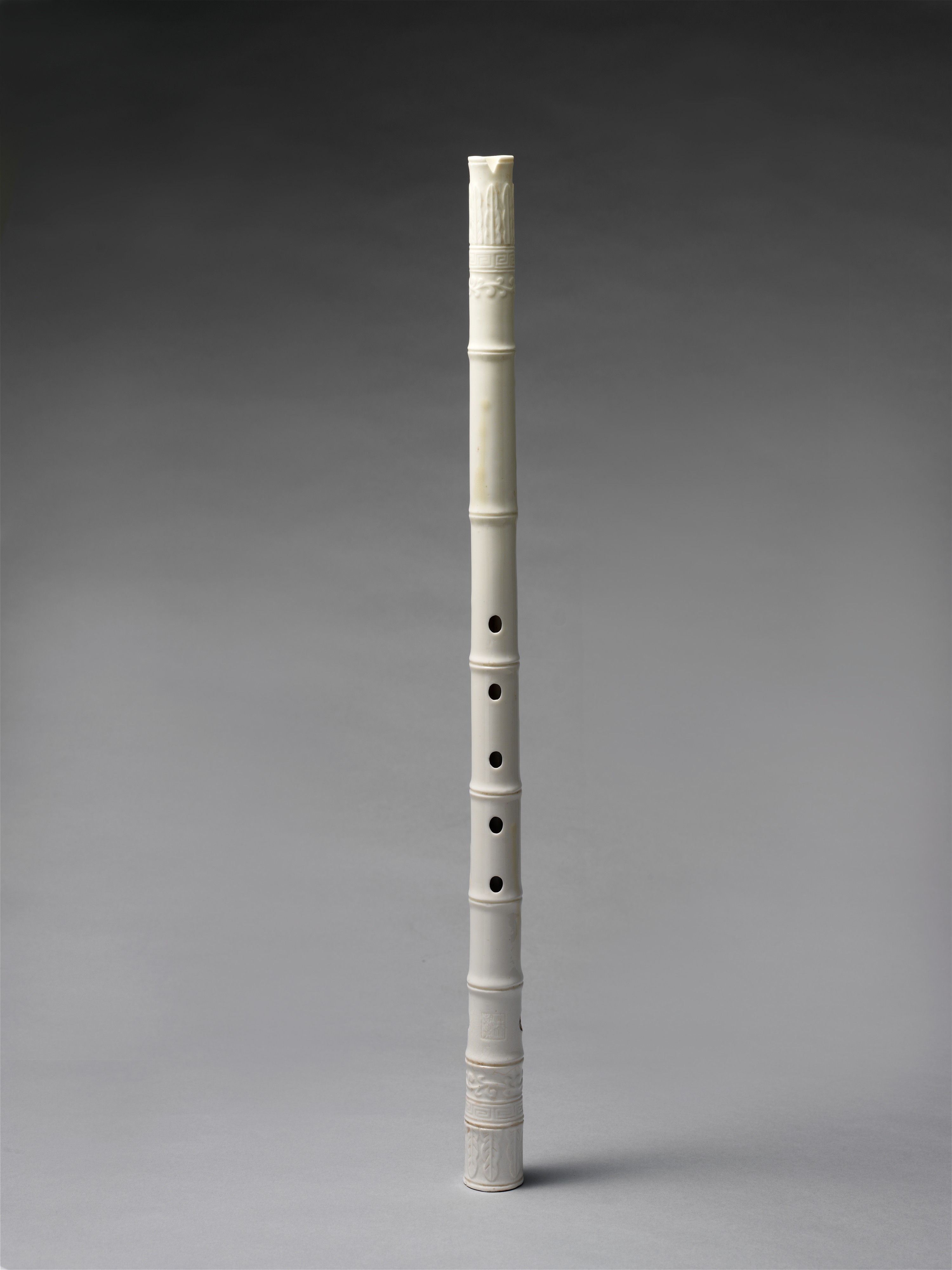
Một cây tiêu Đài Loan

Tiêu (giản thể: 箫; phồn thể: 簫; bính âm: xiāo) là một loại sáo trúc thổi dọc xuất xứ từ Trung Quốc. Nó cũng thông dụng ở Đông Á được thế giới biết tới. Nó thường có dạng ống trụ tròn như sáo trúc thổi ngang, nhưng khi sử dụng lại để theo phương dọc và thổi dọc theo thân ống. Tiêu thường to và dài hơn sáo, do đó âm thanh của nó trầm và mộc mạc hơn.

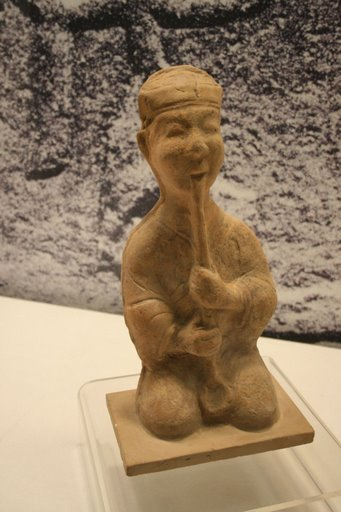
Tượng gốm thời nhà Hán mô tả một nhạc công chơi tiêu, tỉnh Tứ Xuyên

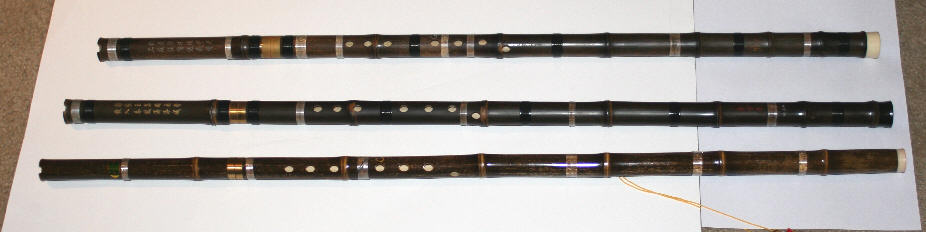
Một vài cây đỗng tiêu tone G.

 Tiêu còn có tên gọi khác là đỗng tiêu (giản thể: 洞箫; phồn thể: 洞簫; bính âm: dòngxiāo, Tên cổ của tiêu là thụ trúc địch (tiếng Trung: 豎竹笛; bính âm: shùzhúdí).

## Lịch sử
Tiêu xuất hiện lần đầu tiên vào triều đại nhà Hán,  Tiêu còn phát triển từ loại sáo đơn, thổi đầu ống của tộc người Khương ở miền nam Trung Quốc. Phần lớn loại tiêu truyền thống có 6 lỗ, trong khi đó loại hiện đại có 8 lỗ. Loại 6 lỗ có niên đại từ thời nhà Minh (1368-1644). 
Một loại tiêu của người Miêu ở Trung Quốc tên là trực tiêu (直萧). Phía tây tỉnh Quý Châu là nơi các dân tộc thiểu số sinh sống tập trung. Có hơn mười dân tộc như người Miêu, người Thủy, người Bố Y và người Di sống ở khu vực miền núi tương đối nghèo này. Nhưng âm nhạc dân gian của họ rất phong phú, không chỉ có các làn điệu dân ca phong phú, đa dạng mà còn có một số nhạc cụ dân gian mà người ngoài ít biết đến, thì trực tiêu là một trong số đó. Từ một số truyền thuyết, người ta biết rằng nó là một loại tiêu rất cổ. Đây là một loại nhạc cụ bằng tre thổi thẳng có tổng chiều dài 96 cm, đường kính 7 cm, trên miệng tiêu có khoét một rãnh nhỏ, dài 9 cm, rộng 1 cm, cắm một đoạn tre dài 5,7 cm vào rãnh. Ngoài ra, nó còn phát triển từ thược (籥) - một loại sáo dọc làm bằng tre  hay trúc có 3 lỗ bấm, sử dụng trong nhạc nghi lễ Nho giáo và múa.

## Cấu tạo
Trước đây người Trung Quốc thường chế tạo tiêu bằng ống nứa, ống tre hoặc gỗ, hiếm khi làm bằng ống trúc vì trúc đốt ngắn, không thể đẹp hơn nứa. Tuy nhiên hiện nay đã có nhiều thay đổi trong quan điểm chế tạo, rất nhiều loại trúc, nứa hoặc thuộc họ tre trúc đã được thử nghiệm để làm tiêu, có thể nói mỗi loại vật liệu đểu cho ra những âm sắc đa dạng khác nhau. 
Ống tiêu có đường kính từ 17 mm đến 25 mm, dài từ 40 đến 50 cm. Người ta có thể bịt kín đầu ống bằng 1 mấu, khoét lỗ thổi ở 1 góc. Bên gờ miệng ống người ta khoét một lỗ hình bán nguyệt để thổi. Nếu tiêu không có ấu đầu (để rỗng suốt) thì người diễn phải dùng cằm để bịt kín đầu ống khi thổi qua lỗ thổi.
Lỗ âm cơ bản và lỗ treo nếu có thì thường nằm ở cuối ống tiêu. Tiêu gồm có 6 lỗ bấm, 5 lỗ khoét thẳng hàng với lỗ thổi, còn 1 lỗ nằm ở mặt sau cho ngón cái của tay trái sử dụng. Sở dĩ phải khoét 2 lỗ bấm ở phía sau vì ống tiêu dài, đường kính rộng, muốn đạt được các âm theo yêu cầu, các lỗ bấm phải khoét cách xa nhau, nếu 6 lỗ đều khoét trên một hàng thẳng, các ngón tay không đủ sức gang ra để bấm.
Chiều dài của tiêu từ 45 cm đến trên 1,25m, nhưng thường vào khoảng 75–85 cm.
Chiều dài của tiêu từ 45 cm đến trên 1,25m, nhưng thường vào khoảng 75–85 cm. Loại tiêu ngắn hơn khó chơi vì cần kiểm soát hơi thở chính xác hơn. Khi thổi, người ta cầm tiêu nghiêng một góc khoảng 45 độ so với cơ thể. Có nhiều loại tiêu, trong đó có hai loại chính: Cầm tiêu (琴簫) hay tử trúc tiêu (紫竹簫), có 8 lỗ bấm, dùng để đệm cho cổ cầm. Nó là nhạc cụ dài nhất trong các loại tiêu, lên tới 1,25m. Loại thứ hai là nam tiêu (南簫) hay động tiêu (洞簫) loại tiêu ngắn thường thổi đầu ống trong nhạc kịch địa phương ở Tuyền Châu, tỉnh Phúc Kiến.

## Âm thanh

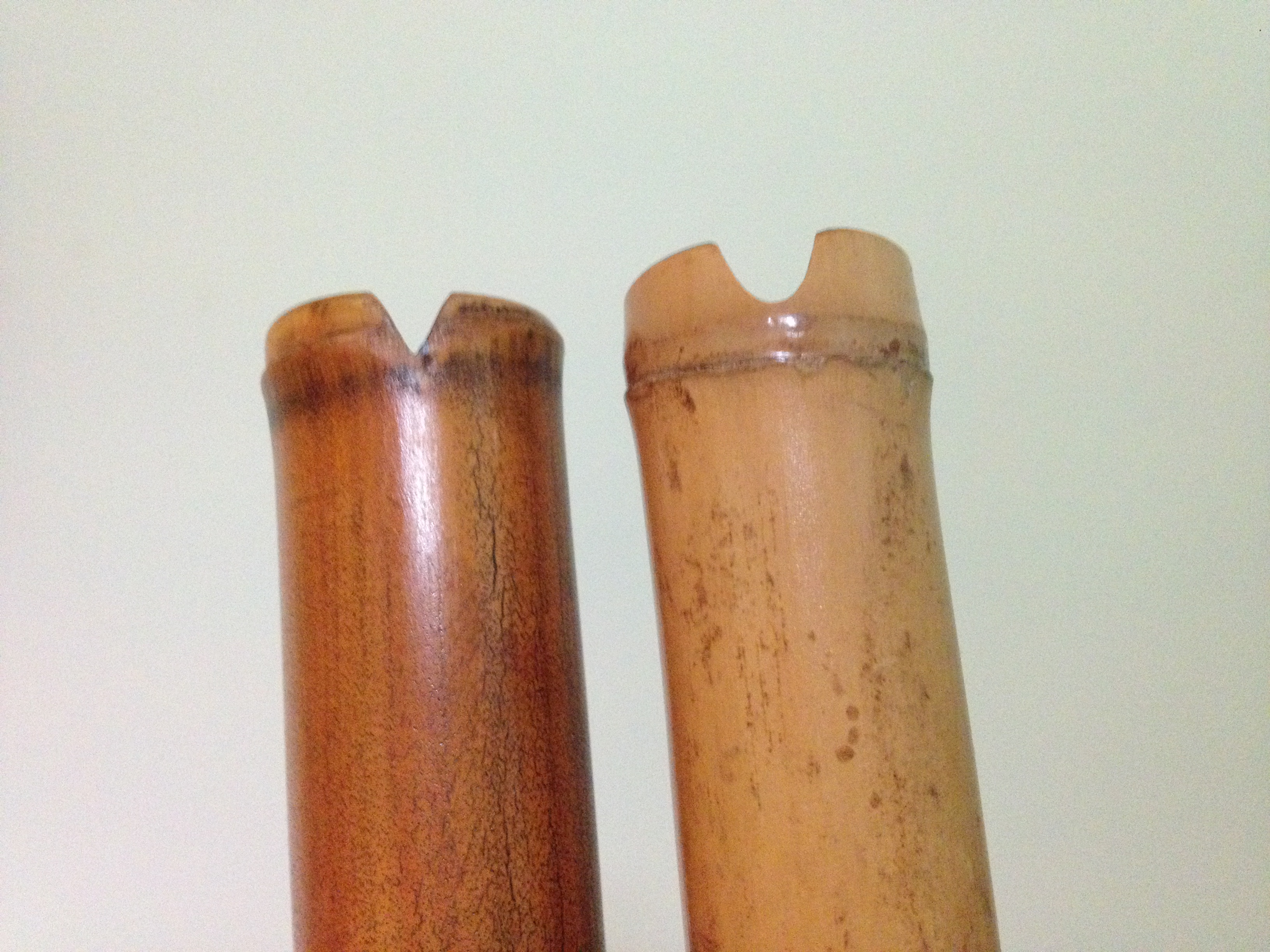
Lỗ thổi của tiêu Đài Loan

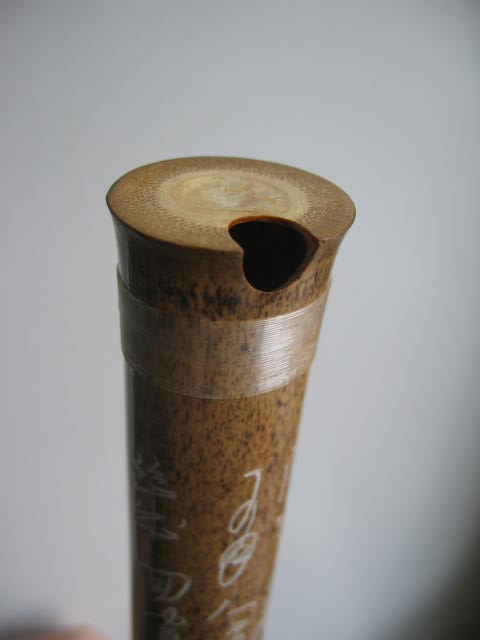
Lỗ thổi của tiêu

Âm thanh của Tiêu nghe trầm, ấm. Tiêu cũng có nhiều loại tone như sáo ngang. Nó có âm sắc trang nhã, mộc mạc, phù hợp để diễn tả những giai điệu trữ tình, những tình cảm sâu sắc. Hai loại tiêu phổ biến nhất là C và D (tức tiêu đô và tiêu rê), các loại tiêu trầm hơn thường không phổ biến bằng vì khó sử dụng hơn: lỗ bấm cách nhau xa hơn, thổi tốn nhiều hơi...
Tiêu có âm vực khoảng 2 quãng tám. Để viết nhạc cho tiêu các nhạc sĩ có thể viết ở khóa sol hoặc fa, nhưng thường thì ở khóa sol. Tuy nhiên âm thực của tiêu là thấp hơn nốt nhạc được ghi 1 quãng tám.
tuy vậy, một số loại tiêu ngày nay đã được cải tiến, âm vực có thể lên tới 3 quãng tám hoặc hơn. Đặc biệt những loại tiêu của Việt Nam có thể chạy đủ 3 quãng tám Chromatic và thêm 2 nốt ở quãng 4 là C4 và C4# (chạy quãng chromatic ở đây được hiểu là thổi liền hơi 1 mạch đủ 12 nốt của quãng)

## Kỹ thuật biểu diễn
Khi thổi người ta cầm dọc ống tiêu và tỳ cằm vào gần lỗ thổi để tạo ra âm thanh. Kỹ thuật diễn giống như sáo ngang, tuy nhiên không thích hợp khi dùng ngón phi, ngón lướt, ngón đánh lưỡi hay ngón vuốt hơi... Âm bội cũng hiếm khi được thực hiện. Tuy nhiên từ khi được cải tiến để chạy đủ 3 quãng tám Chromatic và thêm 2 nốt quãng 4 là C4, C4#, thì tiêu ngày càng áp dụng nhiều kỹ thuật lướt ngón nhanh của Flute.

## Sử dụng
Tiêu tham gia trong dàn nhạc côn khúc, dàn nhạc sân khấu kinh kịch, tuồng hoặc đơn thuần là độc tấu, đệm cho các nhạc cụ khác như cổ cầm, đàn tranh,...  hay đơn thuần dùng để giải trí hằng ngày. Ngoài ra, tiêu Trung Quốc đã được đưa vào dàn nhạc dân tộc tổng hợp hòa tấu.
Cây tiêu Việt Nam không thông dụng trong dàn nhạc, hầu hết các nghệ sĩ không sử dụng trong khi tiếng tiêu âm thanh rất đẹp, sở dĩ như vậy hẳn có nguyên do.
Giai thoại, có vài người bạn nghệ sĩ trong các đoàn cải lương đến gặp nhạc sĩ Nguyễn Đình Nghĩa và than phiền họ không thể làm hoặc kiếm ra ống tiêu có cao độ có thể thổi được những nốt cao. Là một nghệ sĩ có thể làm nhạc cụ, ông đã tìm ra nguyên nhân cây tiêu Việt Nam bị quên lãng. Ngày nay, nó tham gia trong dàn nhạc tài tử, ban nhạc tang lễ, phường Bát âm, dàn nhạc sân khấu chèo, tuồng,... Ngày nay Tiêu đã được đưa vào Dàn nhạc Dân tộc tổng hợp hòa tấu, giữ phần hòa âm hoặc độc tấu các giai điệu đẹp và trữ tình. Tiêu cũng được sử dụng độc tấu. Tiêu cải tiến bằng cách khoét thêm một số lỗ đễ thổi được bán âm.